# Condado de Smoky Lake
El condado de Smoky Lake es un distrito municipal canadiense situado en la provincia de Alberta.

## Superficie
Smoky Lake tiene una superficie de 3396,29 km².

## Demografía
En 2021, tenía 3874 habitantes, una densidad poblacional de 1,1 hab./km², y 1913 viviendas.